# ロクシタン
ロクシタン（L'Occitane）は、南フランス発の化粧品メーカーである。現在、ロクシタン・グループはルクセンブルクに本社機能を置く。南フランスプロヴァンス地方におけるライフスタイルを取り入れた自然派（オーガニックコスメ）のコスメティックブランドとして、1976年にオリビエ・ボーサンによって創業された。
その名は南仏を中心とした中世の言語圏オクシタニア（Occitània）の女性という意味がある。

## 歴史
オリビエ・ボーサンが蒸留機を用いたピュアなローズマリーエッセンシャルオイルを製造、販売したことがきっかけとなり、1976年にロクシタンを設立。1980年にはフランスのヴォルクスに第1号の店舗を開設し、通信販売サービスも始めた。アルプ＝ド＝オート＝プロヴァンス県マノスク（Manosque）に本社がある。
1990年代中盤にはアメリカ、香港、イギリス支社をそれぞれ設置。日本には1996年11月に1号店を出店した。2010年5月、ロクシタンの子会社にあたるロクシタン・インターナショナルが香港証券取引所に新規上場し、日経MJによると、全株式の25%に相当する3億6412万株を売り出し約55億香港ドル（約660億円）の調達を図った。
2010年5月時点では約80か国に1,500店舗を展開し、日本には110以上の店舗がある。日経MJによると、2009年4月 - 12月の売上高は4億6269万ユーロ（約570億円）であり、このうちの35.2%を日本・台湾・香港が担っている。

## 特徴
商品のラインナップはスキンケア、フレグランス、ボディケア、バス製品、ホームフレグランスに分けられ、植物療法やアロマテラピーの理念に基いて作られている。製品に添加物・着色料を全く使用せず、ローズやオレンジ、ラベンダーなどの花や果実、グリーンティ（緑茶）、蜂蜜、オリーブやアーモンドなど100%植物由来の原料を使用している。
ロクシタンは独自の倫理的ガイドラインを敷いており、全ての原料を生産したのは貧困のために労働に追い立てられた子供達ではないことや、動物実験を行っていないことを保証する旨を、信念として表明している。また、アフリカ原産のシアバターは生産地であるブルキナファソの女性達と相互連携して製造し、現地の女性に収益をもたらすよう計らっている。他にも、必要のない包装を省いたり、多くのラベルに点字を打つなど、環境や社会における多角的な配慮を行っている。
- 香港におけるロクシタンの店内ディスプレイ
- シアバター

## 日本におけるロクシタン

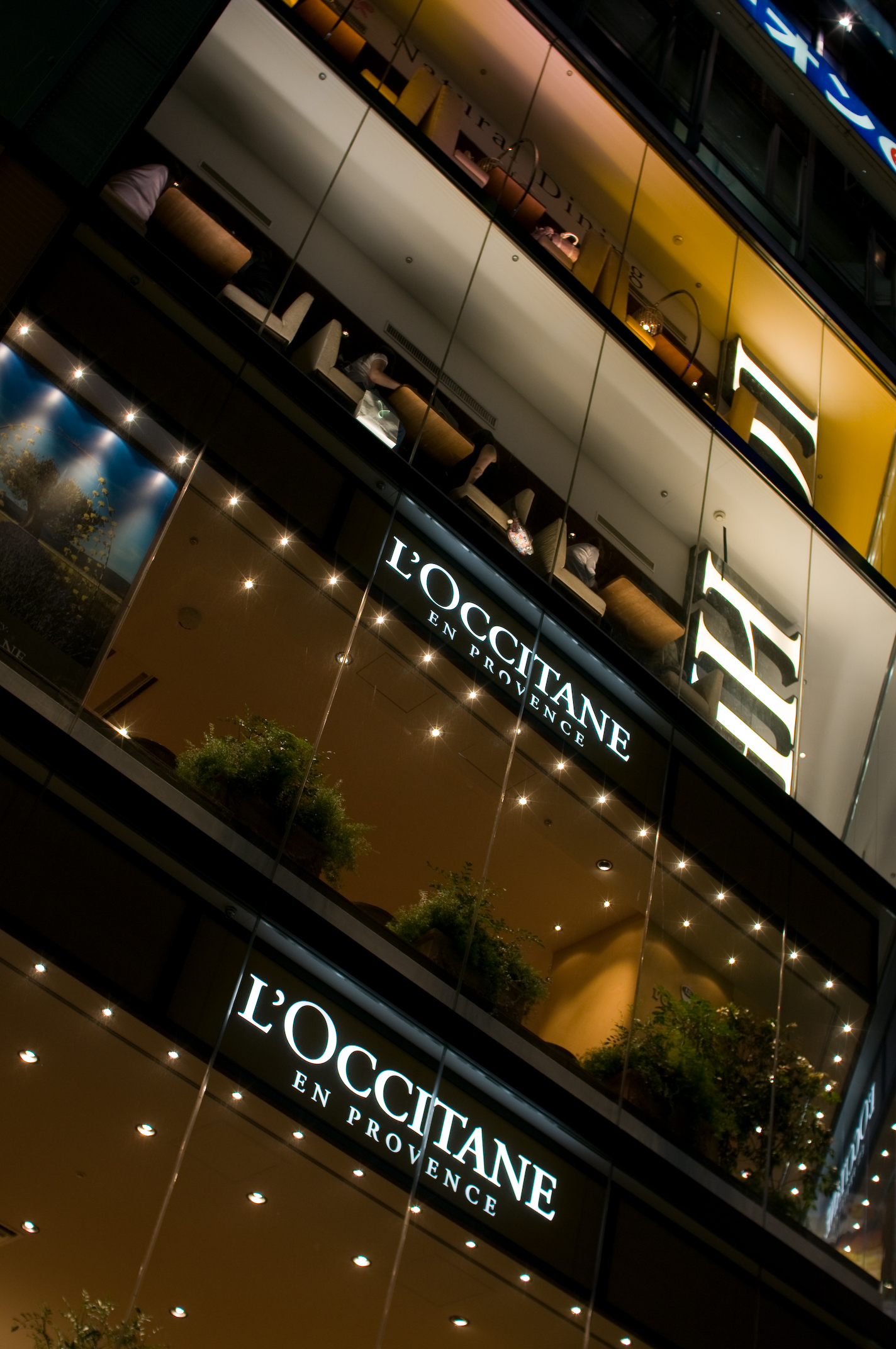
渋谷スクランブル交差点前にあるテラス・ド・プロヴァンス渋谷の外観

日本進出以前はパリを訪れた日本人観光客の土産物として、同社の代表的な製品である「シアバター」の人気が高かった。1996年11月、代理店契約を締結していた企業が東京銀座に日本初となる店舗を出店した。1998年にはロクシタンが全額出資する日本法人「ロクシタンジャポン株式会社」を設立。翌1999年、表参道交差点北青山に第一号店を開店
大都市の条件の良い場所に限定した路面店や百貨店、空港内などの店舗販売と、インターネットでの通信販売、全日本空輸 (ANA) ・日本航空 (JAL) での機内販売を行っている。また、日本国内ではフォーシーズンズ、ホテル椿山荘東京、ホテルニューオータニ、横浜ロイヤルパークホテルをはじめとしたホテルでアメニティグッズとして客室に提供している 。
2008年5月、東京渋谷に日本における旗艦店となる「テラス・ド・プロヴァンス渋谷」（2018年8月8日からロクシタン渋谷店 ブーケ・ド・プロヴァンス、ロクシタンカフェ・バイ・ピエール・エルメ）を開店させた。渋谷スクランブル交差点に面し、カフェが併設された同店の総店舗面積は世界最大規模の384平方メートル。世界1,000店目で日本最大の店舗となった。2008年度におけるロクシタンジャポンの売上は日本経済新聞の推計によると150億円である。